# سامسون و دلیله (فیلم ۱۹۹۶)
«سامسون و دلیله» (انگلیسی: Samson and Delilah) یک فیلم به کارگردانی نیکلاس روگ است که در سال ۱۹۹۶ منتشر شد.
از بازیگران آن می‌توان به دنیس هاپر، الیزابت هارلی، دایانا ریگ، و مایکل گمبون اشاره کرد.